# Ribes echinellum
Ribes echinellum là một loài thực vật có hoa trong họ Grossulariaceae. Loài này được (Coville) Rehder miêu tả khoa học đầu tiên năm 1926.